# MCKiS Jaworzno (piłka siatkowa kobiet)
MCKiS Jaworzno – polska kobieca drużyna siatkarska, będąca sekcją klubu sportowego MCKiS Jaworzno z Jaworzna.